# مؤشر إي في إيه
كان EVA مشروعًا مرجعيًا مستمرًا لتقييم جودة وقيمة التنبؤ ببنية البروتين وطرق التنبؤ بالهيكل الثانوي. تمت مقارنة طرق التنبؤ بكل من الهيكل الثانوي والهيكل الثالثي - بما في ذلك نمذجة الهومولوجيا، وخيوط البروتين، والتنبؤ بأمر الاتصال - بنتائج هياكل البروتين التي تم حلها حديثًا كل أسبوع والمودعة في بنك بيانات البروتين. ويهدف المشروع إلى تحديد دقة التنبؤ المتوقعة للمستخدمين غير الخبراء لخوادم الويب المشتركة المتاحة للجمهور؛ وهذا مماثل لمشروع LiveBench ذي الصلة ويتناقض مع المعيار نصف السنوي CASP، الذي يهدف إلى تحديد أقصى دقة يمكن تحقيقها من قبل خبراء التنبؤ.